# بیت حلانی

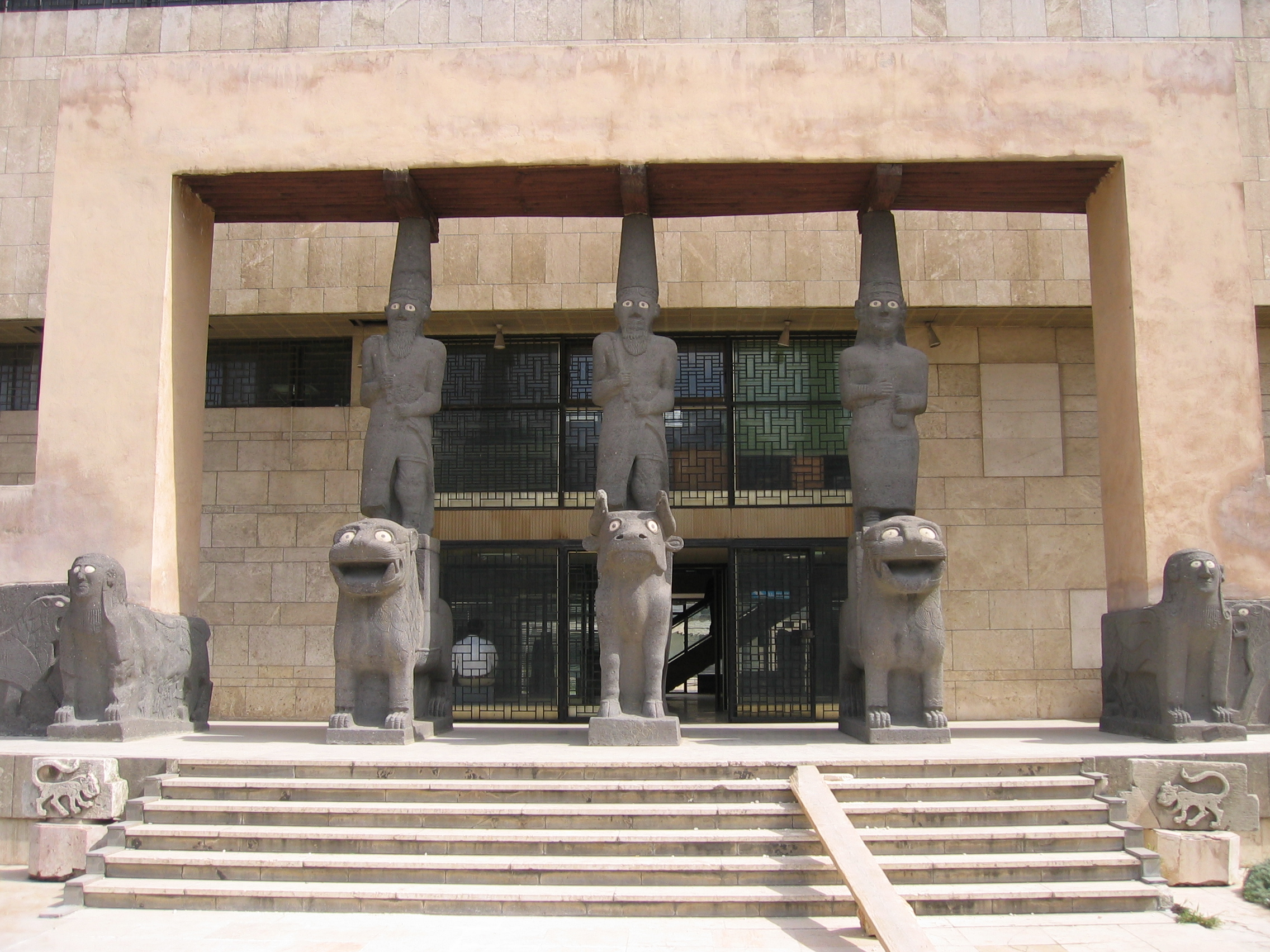
ورودی موزه ملی در حلب سوریه به شیوه بیت حلانی، که بازسازی ورودی کاخ کاپارای تل حلف است.

بیت حِلانی (بیت هیلانی هم نوشته‌اند) نام شیوه خاصی از معماری کاخ‌های باستانی است که در هزاره دوم پیش از میلاد شکل گرفته و در منطقه جنوب آناتولی و شمال سوریه امروزی محبوبیت داشت. نام بیت حلانی از زبان اکدی گرفته شده و در آن زبان به معنی «خانهٔ ستون‌ها» است. در متون بازمانده از دوره باستان به این شیوه، شیوه هیتی می‌گفتند که احتمالاً به استفاده از آن در پادشاهی هیتی نو در شمال سوریه اشاره دارد.
ویژگی اصلی این شیوه، ساخت سرسرای ستون‌دار در ورودی اصلی از خارج به داخل بنا یا ورودی حیاط به داخل بناست. این ستون‌ها اغلب به صورت برجسته تزئین شده‌اند و دارای پایه‌ستون‌هایی با نقوش حیوانی، گیاهی یا هندسی یا موجودات اساطیری هستند. بعد از ورود به سالن که معمولاً اجاقی چسبیده به دیوار روبه‌رویی را شامل می‌شود، خود دیوار نیز دارای نقوش حیوانی و موجودات اساطیری است که به صورت برجسته کار شده‌است. در پشت سالن و اطراف آن اتاق‌های کوچکی قرار دارند.
از مهم‌ترین مشخصه‌های معماری بیت حلانی، استفاده ثابت از یک پلان است که در هیچ مقطع زمانی از همان نمونه اولیه در هزاره دوم ق. م تا دوران کلاسیک در میان‌رودان بزرگ‌تر نشد؛ این تغییرناپذیری در تمام شرایط پایدار ماند، تنها در داخل بیت حلانی اتاق‌ها یا حذف یا به چند اتاق کوچک‌تر تقسیم شدند.
مصالح اجرای بیت حلانی سنگ، چوب و در بعضی محل‌ها مواد چسباننده همانند گچ و آهک است و از تراشه چوب برای پرکردن خلل و فرج بین سنگ‌ها سود جسته‌اند. جداسازی پلکان از فضای اصلی برای نخستین بار در بیت حلانی کاتنا در سوریه دیده شده و سپس در بیت حلانی‌های آناتولی شاهد اجرای آن هستیم.